# 8991 Solidarity
8991 Solidarity este un asteroid din centura principală, descoperit pe 6 august 1980, de European Southern Observatory.